# 真夏の夜のユメ
「真夏の夜のユメ」（まなつのよるのユメ）は、スガシカオの20枚目のシングル。2006年6月21日発売。

## 概要
- 「初回生産限定盤（DVD付）・（「DEATH NOTE」SPECIAL EDITION）」「通常盤」の3種が同時リリースされた。
- 初回生産限定盤（DVD付）には、『デスノート』とのコラボレーションによるPVを収録したDVDが付く。
- 「DEATH NOTE」SPECIAL EDITIONは、原作漫画家・小畑健による描き下ろしオリジナルイラスト・ジャケット仕様。

## 収録曲

### CD
（全作詞・作曲：スガシカオ）
1. 真夏の夜のユメ
  - ワーナー・ブラザース映画配給映画『デスノート 前編』挿入歌
  - タイトルは、ウィリアム・シェイクスピアの戯曲『夏の夜の夢』からである。
  - サウンド・プロデューサーは亀田誠治を迎えた。
  - PVはスガがギターを弾いているシーンと、『デスノート 前編』のシーンで構成されている。
2. 秘密結社〜annex〜 feat. AMAZONS
  - 同日発売のトリビュートアルバム「DEATH NOTE TRIBUTE」収録。
3. 真夜中の貨物列車

### DVD
1. 「真夏の夜のユメ」ビデオクリップ

## 演奏
真夏の夜のユメ
- スガシカオ：Vocal, Acoustic Guitar
- 西川進：Electric Guitar
- 亀田誠治：Bass
- 山木秀夫：Drums
- 金原千恵子ストリングス：Strings

秘密結社 ～annex～ feat. AMAZONS
- スガシカオ：Vocal, Acoustic Guitar, Electric Guitar, Bass
- 森俊之：Keyboards, Programming
- 沼澤尚：Drums
- AMAZONS (大滝裕子、吉川智子、斎藤久美)：Vocals

真夜中の貨物列車
- スガシカオ：Vocal, Acoustic Guitar
- 森俊之：Keyboards, Programming

## 収録アルバム
- PARADE (#1)
- ALL SINGLES BEST (#1)
- SugarlessII (#3)
- BEST HIT!! SUGA SHIKAO -2003〜2011- (#1)